# Вустер (Массачусетс)
Вустер (англ. Worcester) — город в штате Массачусетс, США. Административный центр округа Вустер. По данным переписи за 2020 год число жителей города составляло 206 518 человек. Вустер — второй по населению после Бостона город штата Массачусетс.

## География
Вустер расположен в 50 километрах на запад от Бостона на реке Блэкстон. По данным Бюро переписи населения США город имеет общую площадь в 99,9 км².

### Климат
| Показатель                                                                | Янв. | Фев. | Март | Апр. | Май  | Июнь | Июль | Авг. | Сен. | Окт. | Нояб. | Дек. | Год  |
| ------------------------------------------------------------------------- | ---- | ---- | ---- | ---- | ---- | ---- | ---- | ---- | ---- | ---- | ----- | ---- | ---- |
| Абсолютный максимум, °C                                                   | 19   | 22   | 29   | 33   | 34   | 37   | 39   | 37   | 37   | 33   | 26    | 22   | 39   |
| Средний суточный максимум, °C                                             | 0,2  | 1,7  | 6,1  | 13,2 | 19,2 | 23,6 | 26,6 | 25,6 | 21,5 | 14,9 | 8,8   | 3,1  | 13,7 |
| Средняя температура, °C                                                   | −4,1 | −2,8 | 1,4  | 7,8  | 13,7 | 18,4 | 21,6 | 20,7 | 16,6 | 10,3 | 4,6   | −0,8 | 8,9  |
| Средний суточный минимум, °C                                              | −8,3 | −7,3 | −3,3 | 2,5  | 8,2  | 13,3 | 16,5 | 15,8 | 11,8 | 5,7  | 0,3   | −4,8 | 4,2  |
| Абсолютный минимум, °C                                                    | −28  | −31  | −21  | −13  | −3   | 1    | 5    | 3    | −3   | −7   | −16   | −27  | −31  |
| Среднее число дней с осадками                                             | 12   | 11   | 12   | 13   | 13   | 12   | 11   | 10   | 10   | 12   | 11    | 12   | 138  |
| Норма осадков, мм                                                         | 89   | 83   | 106  | 104  | 90   | 107  | 100  | 105  | 108  | 123  | 102   | 109  | 1226 |
| Источник: Национальное управление океанических и атмосферных исследований |      |      |      |      |      |      |      |      |      |      |       |      |      |

## История
Поселение было основано в 1673 году, оно было расформировано во время войны Короля Филипа (1675-76). Постоянный населённый пункт появился в 1713 году. Он был инкорпорирован как город в 1722 году и назван в честь города в Англии.
Текстильное производство началось в городе в 1789 году. Раннее экономическое развитие было заторможено из-за отсутствия гидроэлектростанции. С появлением паровой энергии и открытия канала Блэкстона началась индустриализация. Была проведена железная дорога. Город был ранним центром аболиционистского движения и важной точкой в дороге для беглых рабов с юга.

## Население
По данным переписи 2010 года население Вустера составляло 181 045 человека (из них 48,7 % мужчин и 51,3 % женщин), в городе было 68 613 домашних хозяйств и 39 987 семьи. На территории города было расположено 74 645 построек со средней плотностью 746,5 построек на один квадратный километр суши. Расовый состав: белые — 69,4 %, афроамериканцы — 11,6 %, азиаты — 6,1 %, коренные американцы — 0,4 %.
Население города по возрастному диапазону по данным переписи 2010 года распределилось следующим образом: 22,1 % — жители младше 18 лет, 7,3 % — между 18 и 21 годами, 58,9 % — от 21 до 65 лет и 11,7 % — в возрасте 65 лет и старше. Средний возраст населения — 33,4 лет. На каждые 100 женщин в Вустере приходилось 94,9 мужчин, при этом на 100 совершеннолетних женщин приходилось уже 92,2 мужчины сопоставимого возраста.
Из 68 613 домашних хозяйств 58,3 % представляли собой семьи: 35,1 % совместно проживающих супружеских пар (15,1 % с детьми младше 18 лет); 17,6 % — женщины, проживающие без мужей и 5,6 % — мужчины, проживающие без жён. 41,7 % не имели семьи. В среднем домашнее хозяйство ведут 2,46 человека, а средний размер семьи — 3,14 человека. В одиночестве проживали 31,8 % населения, 10,6 % составляли одинокие пожилые люди (старше 65 лет).

## Экономика
В 2014 году из 150 503 человек старше 16 лет имели работу 84 941. При этом мужчины имели медианный доход в 47 583 долларов США в год против 40 663 долларов среднегодового дохода у женщин. В 2014 году медианный доход на семью оценивался в 58 604 $, на домашнее хозяйство — в 45 599 $. Доход на душу населения — 25 224 $ в год.

## Города-побратимы
- Пушкин, Россия
- Пирей, Греция
- Афула, Израиль
- Вустер, Великобритания